# Aspidoscelis lineattissima
Espèce
Synonymes
- Cnemidophorus lineattissimus Cope, 1878
- Cnemidophorus guttatus duodecemlineatus Lewis, 1956
- Cnemidophorus lineattissimus duodecemlineatus Lewis, 1956
- Cnemidophorus lineattissimus exoristus Duellman & Wellman, 1960
- Cnemidophorus lineattissimus lividus Duellman & Wellman, 1960
- Aspidoscelis lineattissimus (Cope, 1878)

Statut de conservation UICN

 LC  : Préoccupation mineure
Aspidoscelis lineattissima est une espèce de sauriens de la famille des Teiidae.

## Répartition
Cette espèce est endémique du Mexique.

## Sous-espèces
Selon The Reptile Database (22 janvier 2014) :
- Aspidoscelis lineattissima duodecemlineatus (Lewis, 1956)
- Aspidoscelis lineattissima exoristus (Duellman & Wellman, 1960)
- Aspidoscelis lineattissima lineattissimus (Cope, 1878)
- Aspidoscelis lineattissima lividis (Duellman & Wellman, 1960)

## Publications originales
- Cope, 1878 "1877" : Tenth contribution to the herpetology of tropical America. Proceedings of the American Philosophical Society, vol. 17, p. 85–98 (texte intégral).
- Duellman & Wellman, 1960 : A Systematic Study of the Lizards of the Deppel Group:(Genus Cnemidophorus) in Mexico and Guatemala. Miscellaneous publications, Museum of Zoology, University of Michigan, no 111, p. 1-81 (texte intégral).
- Lewis, 1956 : A new lizard of the genus Cnemidophorus from Nayarit. Natural History Miscellanea, Chicago Academy of Sciences, no 156, p. 1-5.